# Celtic rock
Il celtic rock è un genere musicale, sottogenere del folk rock, nato in Scozia e nei paesi attigui (Irlanda, Inghilterra) e poi diffusosi in molti stati europei e negli Stati Uniti d'America. Esso unisce elementi rock a influenze di folk irlandese. Il primo passaggio dalla musica popolare a quella moderna lo si ha avuto nella prima metà anni sessanta, con la maggiore ispirazione attribuita ai Jethro Tull ed in forma più tradizionale ad Alan Stivell, e in seguito, a metà degli anni ottanta, ai The Pogues, tra i primi a fondere la musica celtica con rock e punk. Questa corrente influenzò molti generi che seguirono, come celtic fusion, celtic punk e celtic metal.

## Gli autori
Dal punk rock sound di band come i Nirvana in Irlanda, al suond ibrido dei Black 47, al sound unico influenzato dal folk irlandese, gli artisti celtic rock introducono gli strumenti tradizionali irlandesi con i ritmi del rock per poi ottenere un risultato unico.

## Gli strumenti
In queste elaborazioni moderne, vengono utilizzati strumenti classici della musica folk come la Chitarra folk, la cornamusa, il violino, il Fiddle, il Banjo.
Essi vengono utilizzati insieme a quelli classici del Rock, quali la chitarra elettrica, la batteria o il basso elettrico.
Questa grande varietà contribuisce a dare a questo tipo di musica una grande espressività e variabilità, che solitamente tende ad esaltare la bravura dei suonatori.

## La musica, i ritmi
Con il termine Celtic Rock si possono intendere due principali significati, e conseguentemente due diversi modi di suonare ed interpretare la musica.
Essi possono essere definiti e distinti in questo modo:
Musica energica, cioè una musica, un modo di suonare energico, travolgente. In un brano di questo genere non ci sono pause, respiri, ma solo un ripetersi di una melodia, intervallata magari da assoli di chitarra o di violino, ma comunque frenetica. 
Questo tipo di componimento lo si incontra soprattutto nella musica originaria della Scozia, da sempre paese di grande passione ed energia.
Musica da atmosfera, una musica totalmente diversa rispetto a quella energica. Infatti essa presenta delle melodie dolcissime, spesso suonate dal flauto, che rendono la canzone molto tranquilla e serena.
Questo tipo, infatti, rimanda alle colline ed alle dolci pianure dell'Irlanda, da sempre considerata una terra magica.
È da ricordare, tuttavia, che si possono riconoscere svariati sottogeneri, legati alle varie influenze (Blues, pop, punk, country...)

## Celtic rock italiano
Tra i gruppi italiani vanno ricordati i Luf, i Whisky Trail, John Falko e la cantante anglo-italiana Jenny Sorrenti, sorella di Alan, già leader dei Saint Just, gruppo progressive napoletano degli anni 70, attualmente accompagnata dagli Orchestrina Malombra. Tra i solisti, Angelo Branduardi ha esplorato anche sonorità celtic rock durante la sua carriera. Da citare anche gli Skin tu, band novarese attiva dal 2022.